# Gomphrena sordida
Gomphrena sordida là loài thực vật có hoa thuộc họ Dền. Loài này được Farmar mô tả khoa học đầu tiên năm 1905.